# OKIソフトウェア
株式会社OKIソフトウェア（おきソフトウェア、英 : Oki Software Co., Ltd.、略称 : OSK）は、埼玉県蕨市に本社を置く沖電気工業の子会社で、OKIグループの情報・通信システムのソフトウェア開発、社内ITシステムの開発・運用などを行う企業である。通称は、「OSK」、「OKIソフト」、｢沖ソフト｣、｢沖ソフトウェア｣。

## 沿革
- 1977年4月 - 沖電気工業株式会社から分離し、沖ソフトウェア株式会社を設立。（本社 : 東京都港区）
- 1981年
  - 4月 - 東京都港区に沖通信システム株式会社を設立。
  - 12月 - 大阪市に株式会社沖ソフトウェア関西を設立。
- 1983年1月 - 福岡市に株式会社沖ソフトウェア九州を設立。
- 1984年
  - 2月 - 名古屋市に株式会社沖テクノシステムズラボラトリを設立。
  - 10月 - 札幌市に株式会社北海道沖電気システムズを設立。
- 1985年
  - 2月  - 仙台市に株式会社沖エフシーエスシステムズを設立。
  - 10月 - 金沢市に株式会社沖北陸システム開発を設立。
- 1986年
  - 4月  - 広島市に株式会社沖ソフトウェア中国を設立。
  - 8月  - 岡山市に株式会社沖ソフトウェア岡山を設立。
- 1990年4月  - 静岡市にて株式会社沖システム開発東海を設立。
- 1991年1月 - 株式会社沖エフシーエスシステムズが株式会社沖フジリックシステム開発に社名変更。
- 1992年8月 - 東京都港区に株式会社沖インフォテックを設立。
- 1999年4月 - 北海道沖電気システムズ、 沖フジリックシステム開発、沖システム開発東海、沖テクノシステムズラボラトリ、沖北陸システム開発、沖ソフトウェア関西、沖ソフトウェア岡山、 沖ソフトウェア中国、沖ソフトウェア九州と合併。
- 2001年
  - 4月 - 北陸支社を沖通信システム株式会社へ営業譲渡。
  - 12月 - 東海支社が静岡市から清水市に移転。
- 2004年8月 - 本社・情報ソリューション第二グループが埼玉県蕨市へ移転。
- 2010年10月 - 沖通信システム株式会社及び株式会社沖インフォテックと合併し、株式会社OKIソフトウェアに商号変更。

## 事業拠点
- 本社（埼玉県蕨市中央1-16-8　OKIシステムセンター内）
- 北海道支社（北海道札幌市中央区北1条西7丁目3　北一条第一生命ビル4F）
- 東北支社（宮城県仙台市青葉区二日町12-30　仙台勾当台西ビル11F）
- 高崎分室（群馬県高崎市双葉町3-1　OKI高崎工場3期棟3F）
- 横浜システムセンター（神奈川県横浜市中区羽衣町3-55-1　VORT横浜関内 BLD）
- 北陸システムセンター（石川県金沢市南町4-47　明治安田生命金沢ビル）
- 東海支社（静岡県静岡市葵区栄町3-9　朝日生命静岡ビル11階）
- 中部支社（愛知県名古屋市千種区内山3-8-10　明治安田生命今池内山ビル6F）
- 関西支社（大阪府大阪市中央区備後町2-6-8　サンライズビル10F）
- 中国支社（岡山県岡山市北区桑田町18-28　明治安田生命岡山桑田町ビル）
- 中国支社広島テクノセンター（広島県広島市中区鉄砲町8-18　広島日生みどりビル10F）
- 九州支社（福岡県福岡市博多区住吉2-2-16　井門博多ビルウエスト）
- 福岡システムセンター（福岡県福岡市博多区住吉2-2-16　井門博多ビルウエスト）

## 関連会社
- OKIソフトウェアエキスパートサービス
- OKIアドバンストコミュニケーションズ